# Współwłasność
Tę sekcję należy dopracować:

przedstawiono sytuację tylko z polskiej perspektywy – sekcja powinna być przekrojowa.
Pomóż ją poprawić. Na stronie dyskusji mogą znajdywać się pomocne komentarze.
Współwłasność (łac. condominium) – znana polskiemu prawu cywilnemu odmiana własności.

## Założenia teoretyczne
Współwłasność stanowi jedną z postaci własności podzielonej. Własność może być podzielona: 
- częściowa, co obecnie polskie prawo dopuszcza tylko w stosunku do rzeczy ruchomych,
- według poszczególnych uprawnień składających się na własność (własność podzielona sensu stricto), czego obecnie polskie prawo nie dopuszcza,
- według zakresu uprawnień przysługujących poszczególnym współwłaścicielom (condominium pro indiviso) – to właśnie jest właściwa współwłasność, regulowana obecnie przez art. 195-221 Kodeksu cywilnego.

## Istota współwłasności
Współwłasność polega na tym, że dana rzecz należy niepodzielnie do wszystkich współwłaścicieli, zaś każdemu ze współwłaścicieli przysługują wszystkie atrybuty prawa własności (tzn. wszystkie uprawnienia składające się na własność). Niepodzielność oznacza, że każdemu ze współwłaścicieli przysługuje prawo do całej rzeczy, a nie do jej części odpowiadającej udziałowi (art. 195 kc). 
Przedmiotem współwłasności jest zawsze konkretna rzecz. Masa majątkowa (np. spadek), złożona z wielu praw różnego rodzaju, może być przedmiotem wspólności, ale nie współwłasności. 
Wobec tego, że w polskim prawie cywilnym brak ogólnych przepisów regulujących wspólność praw, regulacje dotyczące współwłasności często stosuje się przez analogię do innego rodzaju praw (np. obligacyjnych) przysługujących kilku podmiotom.

## Rodzaje współwłasności
Polskie prawo rozróżnia dwa rodzaje współwłasności: współwłasność w częściach ułamkowych i współwłasność łączną (art. 196 § 1 kc). Współwłasność w częściach ułamkowych, w której każdemu współwłaścicielowi przysługuje udział w prawie własności określony ułamkiem, jest samoistnym stosunkiem prawnym, regulowanym wyłącznie przez prawo rzeczowe. 
Natomiast współwłasność łączna, w której nie wyróżnia się udziałów, jest zawsze stosunkiem prawnym związanym z innym stosunkiem prawnym – jego prawną konsekwencją. Współwłasność łączna nie jest instytucją jednolitą, każdy jej przypadek regulują przepisy szczególne, które ją ustanawiają. Najbardziej typowymi podstawami współwłasności łącznej są małżeńska wspólność majątkowa (art. 31-46 Kodeksu rodzinnego i opiekuńczego) i wspólność majątku wspólników spółki cywilnej (art. 863 kc). Współwłasność łączna z mocy prawa powstaje i ustaje wraz z powstaniem i ustaniem tych stosunków prawnych. W jednym, i w drugim przypadku, wbrew nazwie, w istocie nie jest to współwłasność, lecz wspólność, skoro obejmuje nie konkretną rzecz, lecz masę majątkową.

## Współwłasność w częściach ułamkowych
Zasadniczym rodzajem współwłasności jest współwłasność w częściach ułamkowych. Domniemywa się, że udziały współwłaścicieli są równe (art. 197 kc; jest to domniemanie wzruszalne). Każdy ze współwłaścicieli może rozporządzać swoim udziałem bez zgody pozostałych współwłaścicieli (art. 198 kc) i jest uprawniony do współposiadania i współkorzystania z rzeczy wspólnej w zakresie, w jakim można to pogodzić z posiadaniem i korzystaniem przez pozostałych współwłaścicieli (art. 206 kc). Pożytki i inne przychody z rzeczy wspólnej przypadają współwłaścicielom w stosunku do wielkości udziałów; w takim samym stosunku współwłaściciele ponoszą wydatki i ciężary związane z rzeczą wspólną (art. 207 kc). 
W sytuacji, gdy wiele podmiotów jest uprawnionych do rozporządzania rzeczą, może między nimi dojść w tym zakresie do różnicy zdań. W celu jej rozwiązania przepisy Kodeksu cywilnego (art. 199-203) regulują zarząd rzeczą wspólną. Przede wszystkim każdy ze współwłaścicieli jest obowiązany do lojalnego współdziałania z pozostałymi współwłaścicielami w zarządzie rzeczą wspólną (art. 200 kc). Natomiast uprawnienia współwłaścicieli w zakresie tego zarządu Kodeks różnicuje w następujący sposób: 
- do czynności mieszczących się w zakresie zwykłego zarządu rzeczą wspólną potrzebna jest zgoda większości współwłaścicieli; w jej braku każdy we współwłaścicieli może żądać sądowego upoważnienia do dokonania określonej czynności (art. 201 kc), podobnie każdy ze współwłaścicieli może żądać rozstrzygnięcia przez sąd, jeżeli większość współwłaścicieli postanowi dokonać czynności rażąco sprzecznej z zasadami prawidłowego zarządu rzeczą wspólną (art. 202 kc),
- do czynności przekraczających zakres zwykłego zarządu, w szczególności do rozporządzenia rzeczą, potrzebna jest zgoda wszystkich współwłaścicieli; jeżeli zgody tej nie ma, współwłaściciele, których udziały wynoszą co najmniej połowę, mogą żądać rozstrzygnięcia przez sąd (art. 199 kc).

Większość współwłaścicieli oblicza się według wielkości udziałów (art. 204 kc). W sytuacjach permanentnego braku zgody między współwłaścicielami każdy z nich może wystąpić do sądu o ustanowienie zarządcy (art. 203 kc), czyli o powierzenie zarządu nad rzeczą wspólną jednej osobie (niekoniecznie współwłaścicielowi). 
Niezależnie od wielkości udziału i zgody pozostałych współwłaścicieli każdy ze współwłaścicieli jest uprawniony do wykonywania wszelkich czynności i dochodzenia wszelkich roszczeń, które zmierzają do ochrony wspólnego prawa (art. 209 kc).

## Zniesienie współwłasności
W obecnym prawie polskim, jak w przypadku wielu innych, współwłasność uznaje się za wyjątek od reguły, którą jest przysługiwanie własności jednemu podmiotowi. W konsekwencji jest ona uznawana za stan przejściowy. Wyjątkiem od tego jest tzw. współwłasność przymusowa, czyli taka, której zniesienie jest niedopuszczalne (musi ona trwać przez cały czas trwania stosunku prawnego będącego jej podstawą). Współwłasność przymusowa występuje obecnie w prawie polskim w dwóch przypadkach: 
- jako konsekwencja odrębnej własności lokali: grunt pod budynkiem, w którym je wyodrębniono, jak również części budynku i urządzenia służące wspólnemu użytkowi zawsze stanowią współwłasność właścicieli wszystkich wyodrębnionych lokali,
- w bardzo specyficznym przypadku wspólnoty gruntowej.

Wyjąwszy te dwie sytuacje, każdy współwłaściciel ma prawo żądać zniesienia współwłasności (dawniej zwanego "wyjściem z niepodzielności"). Uprawnienie to można wyłączyć tylko specjalną umową między współwłaścicielami, nie dłużej jednak niż na 5 lat, z możliwością przedłużania na kolejne okresy pięcioletnie (art. 210). Roszczenie o zniesienie współwłasności nie ulega przedawnieniu (art. 220), czyli może zostać podniesione w każdym czasie. 
Zniesienie współwłasności może nastąpić w drodze umowy między współwłaścicielami (jeżeli dotyczy nieruchomości, umowa musi zostać zawarta w formie aktu notarialnego) albo, w braku zgody, na podstawie orzeczenia sądu. Treść umowy o zniesienie współwłasności, zgodnie z zasadą swobody umów, może być dowolna. Natomiast sądowe zniesienie współwłasności rządzi się zasadami określonymi w art. 211-217 kc. 
Zasadniczym sposobem zniesienia współwłasności jest podział rzeczy wspólnej w naturze (tzw. podział fizyczny). Jest on wyłączony tylko w przypadkach, gdyby był sprzeczny z przepisami ustawy lub ze społeczno-gospodarczym przeznaczeniem rzeczy albo pociągałby za sobą istotną zmianę rzeczy lub znaczne zmniejszenie jej wartości (art. 211 kc). Dokonując podziału w naturze sąd może zasądzić między byłymi współwłaścicielami tzw. dopłaty pieniężne w celu wyrównania różnic między wartością przyznanych części rzeczy a wartością udziałów w całej rzeczy (art. 212 § 1 kc). 
Jeżeli podział w naturze jest niedopuszczalny, zniesienie współwłasności może nastąpić poprzez przyznanie rzeczy wspólnej jednemu ze współwłaścicieli. W takim przypadku sąd zasądzi od niego na rzecz pozostałych tzw. spłaty. 
W ostateczności, tzn. gdy podział rzeczy wspólnej jest niedopuszczalny, a nie ma podstaw do przyznania jej któremukolwiek ze współwłaścicieli w całości, sąd może zarządzić sprzedaż rzeczy wspólnej (tzw. podział cywilny). Jest to jednak rozwiązanie stosowane nad wyraz rzadko, ponieważ sprzedaż rzeczy wspólnej następuje zwykle znacznie poniżej jej potencjalnej wartości, a więc współwłaściciele tracą. 
Zasady te ulegają modyfikacji, gdy przedmiotem zniesienia współwłasności jest gospodarstwo rolne. Ogólnie rzecz biorąc, dąży się wtedy do uniknięcia rozdrobnienia gospodarstwa w celu zapewnienia prawidłowej gospodarki rolnej (art. 213-218 kc). 
Sądowe zniesienie współwłasności następuje w specjalnym postępowaniu o zniesienie współwłasności, stanowiącym jedną z odmian cywilnego postępowania nieprocesowego (art. 617-625 Kodeksu postępowania cywilnego).